# 罗合如
罗合如（1899年—1980年），男，湖南平江人，中国戏剧活动家，曾任中国戏曲研究院院长、党委副书记，中国戏曲学院副院长。